# Armin Roßmeier

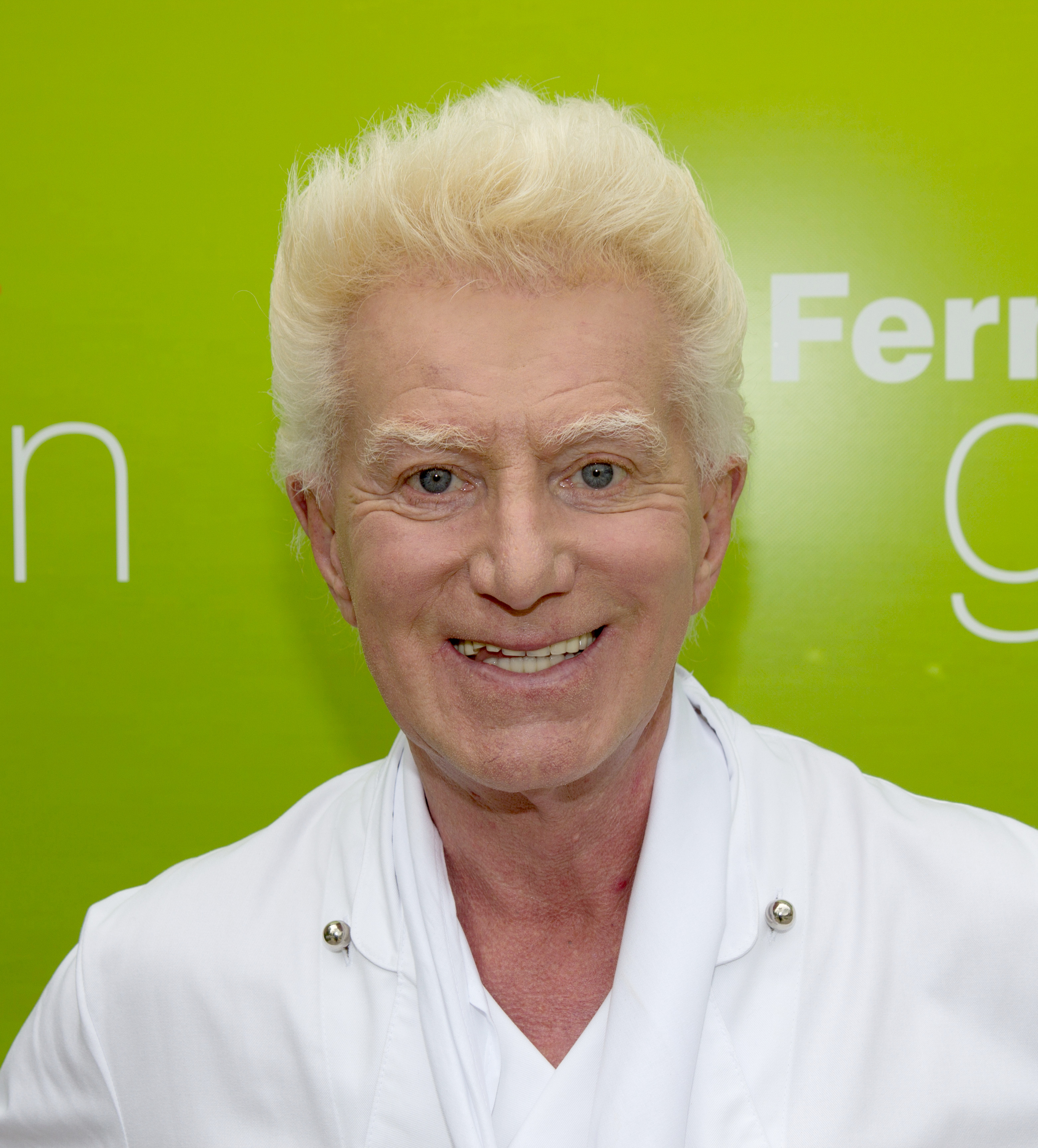
Armin Roßmeier (2018)

Armin Roßmeier (* 1949) ist ein deutscher Koch und Autor von Kochbüchern.

## Leben
Der aus Staffelbach bei Bamberg stammende Roßmeier ist ausgebildeter Konditor mit Abschluss HWK Bayreuth, Koch IHK Bayreuth, Küchenmeister IHK Würzburg, ausgebildeter diätetisch geschulter Koch DGE. Roßmeier veröffentlichte mehr als 60 Kochbücher. Er ist bekannt aus unterschiedlichen Fernsehsendungen (ZDF, Sat.1) sowie zahlreichen Radiosendungen bei Antenne Bayern. Roßmeier ist Prüfungsvorsitzender für Köche, Restaurantfachleute, Hotelfachleute sowie Fachgehilfen der IHK München. Bekannte Stationen seiner Laufbahn waren die Hilton-Hotels in Amsterdam, Rom und Wien.
Der Journalistenpreis der Deutschen Gesellschaft für Ernährung (DGE) für die Präsentation zeitgemäßer und gesunder Ernährung im Fernsehen ist ihm dreimal in Folge verliehen worden.
Montags bis freitags ist Roßmeier regelmäßig in der ZDF-Vormittagssendung Volle Kanne zu sehen, in der er meist schnell zuzubereitende Gerichte vorstellt. Er geht dabei vor allem auf die saisonale Verwendung von Produkten ein, die überall erhältlich sind. Ab 2020 wechselte er sich mit Mario Kotaska ab.
Armin Roßmeier stellt in den Sommermonaten im ZDF-Fernsehgarten ebenfalls Gerichte vor und kocht mit prominenten Gästen.